# 布尔韦格
布尔韦格是德国下萨克森州的一个市镇。总面积16.23平方公里，总人口971人，其中男性502人，女性469人（2011年12月31日），人口密度60人/平方公里。